# Distrito de Pillco Marca
Pillco Marca es un distrito de la provincia peruana de Huánuco, en el departamento homónimo.

## Historia
El distrito fue creado mediante Ley 27258 del 5 de mayo del 2000, en el gobierno del Presidente Alberto Fujimori.

## Geografía
Tiene una superficie de 68,74 km². Su capital es el poblado de Cayhuayna, una ciudad pintoresca que está 1 930 m s. n. m.
- Lagos:
- Ríos:

## Sociedad

### Población
21 017 habitantes (? hombres, ? mujeres)

## Autoridades

### Municipales
- 2023 - 2026[2]
  - Alcalde: Diana Plejo Carrillo, de MIR Huánuco Primero.
  - Regidores:

  1. Kennet Canteño Falcón (Alianza para el Progreso)
  2. Abigael Lidia Espinoza Porras (Alianza para el Progreso)
  3. Elizabeth Rivera Rosel (Alianza para el Progreso)
  4. Romer Ramiro Rivera Illatopa (Alianza para el Progreso)
  5. Mauro Hilario Nolasco Rodríguez (Alianza para el Progreso)
  6. Ángela Gabriela Gonzáles Hermosilla de Ambicho (Solidaridad Nacional)
  7. Heber Alfredo Huaynate Bonilla (Partido Democrático Somos Perú)

Alcaldes anteriores
- 2015-2018:[3] Alejandro Condeso, Movimiento Político Acción Popular (AP).
- 2011- 2014: Rolando Meza Alvarado.
- 2007-2010: Isabel Dávila Cárdenas.
- 2000-2006 Alejandro Rubina Lopez

## Festividades
- Fiesta de San Juan.
- Señor de Burgos
- Festival de la Pachamanca